# Danh sách vật thể tròn nhờ lực hấp dẫn trong Hệ Mặt Trời

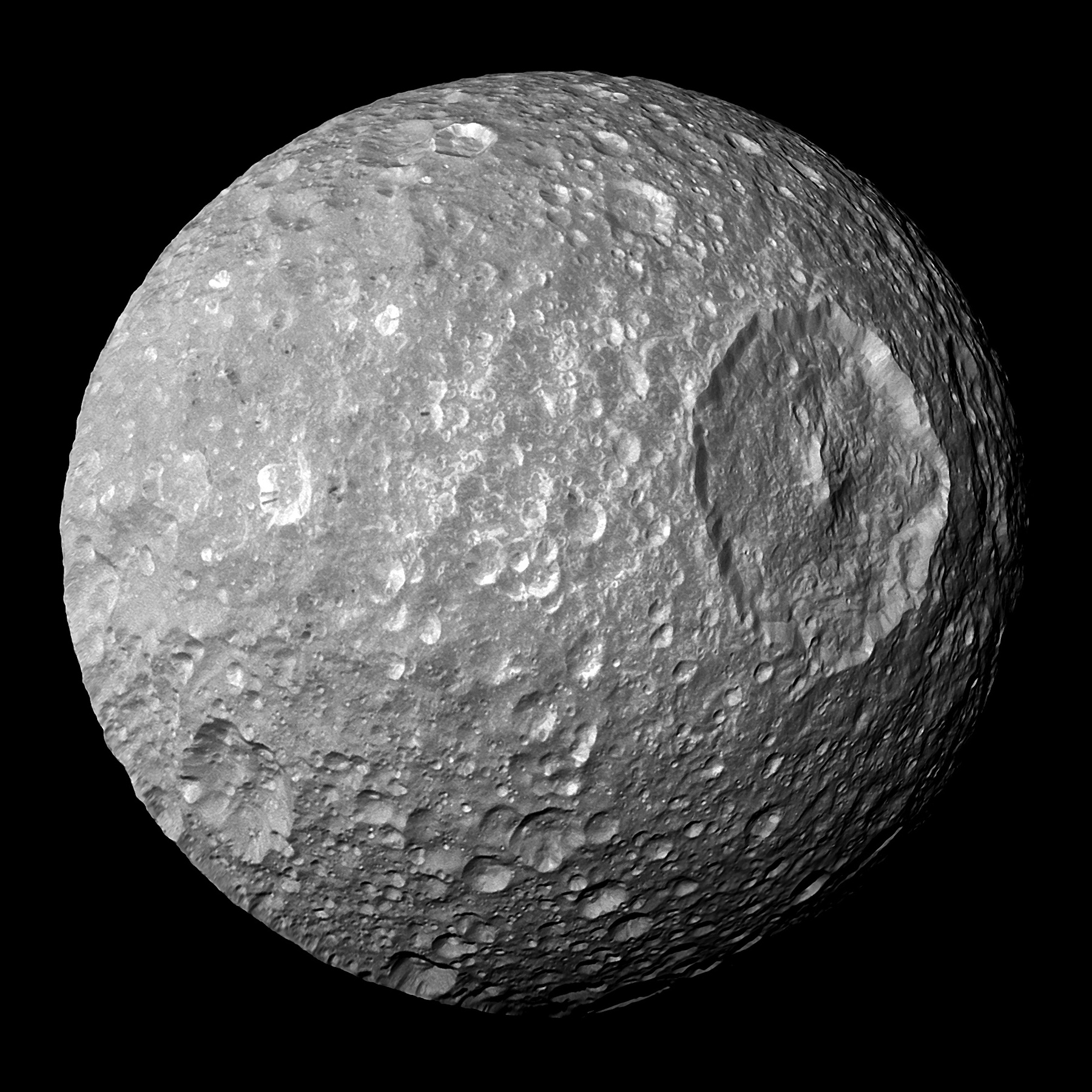
Mimas, vệ tinh có kích thước nhỏ nhất trong Hệ Mặt Trời có dạng hình cầu.

Đây là danh sách các vật thể tròn nhờ lực hấp dẫn của Hệ Mặt Trời, là những vật thể có hình tròn, hình elip do lực hấp dẫn của chính chúng (cân bằng thủy tĩnh). Kích thước của chúng bao gồm từ các hành tinh lùn và mặt trăng đến các hành tinh và Mặt trời. Danh sách này không bao gồm bất kỳ thiên thể nhỏ nào trong Hệ Mặt Trời, nhưng nó bao gồm một mẫu các vật thể có khối lượng hành tinh có hình dạng vẫn chưa được xác định chính xác. Các đặc điểm quỹ đạo của Mặt trời được liệt kê liên quan đến Trung tâm Thiên hà, trong khi tất cả các vật thể khác được liệt kê theo thứ tự khoảng cách của chúng với Mặt Trời.

## Sao
- Mặt Trời, 1.391 triệu km

## Hành tinh
- Sao Thủy, 4,879 km
- Sao Kim, 12,104 km
- Trái Đất, 12, 472 km
- Sao Hoả, 6,779 km
- Sao Mộc, 139,820 km
- Sao Thổ, 116,460 km
- Sao Thiên Vương, 50,724 km
- Sao Hải Vương, 49,244 km

## Hành tinh lùn
- Sao Diêm Vương, 2,376.6 km
- Eris, 2,326 km
- Haumea, 1,632 km
- Makemake, 1,430 km
- Ceres, 946 km

### Ứng cử viên hành tinh lùn (những hành tinh lớn nhất)
- Orcus, 958.4 km
- Máni, 934±47 km
- Quaoar, 1,110 km
- Cung Công, 1,230 km
- Sedna, 955 km

## Vệ tinh
- Io, 3,643.2 km
- Europa, 3,121.6 km
- Callisto, 4,820.6 km
- Ganymede, 5,268.2 km
- Mặt Trăng, 3,474.2 km
- Mimas, 396.4 km
- Enceladus, 504.2 km
- Tethys, 1,062 km
- Dione, 1,122.8 km
- Rhea, 1,527.6 km
- Iapetus, 1,469 km
- Titan, 5,149.5 km
- Miranda, 471.6 km
- Ariel, 1,158.8 km
- Umbriel, 1,169.4 km
- Titania, 1,576.8 km
- Oberon, 1,522.8 km
- Triton, 2,706.8 km
- Charon, 1,212 km